# Kevin Biehl
Kevin Biehl (født 8. januar 2004 i Esbjerg) er en cykelrytter fra Danmark, der kører for General Store-Essegibi-F.lli Curia.

## Karriere
Som 8-årig begyndte Kevin Biehl at køre cykelløb for den lokale klub Esbjerg Cykle Ring. Her fik han dispensation til at køre løb et år før han blev ni år. Som juniorrytter skiftede han til Odder Cykel Klubs elitejuniorhold Team Vifra Kvickly Odder Junior. 
For det østjyske hold kørte han i to år, inden han i 2023-sæsonen kørte den første sæson som senior hos DCU Elite Teamet Team Aalborg-Sparekassen Danmark. Her kørte han sit første UCI-løb som seniorrytter, da han 6. maj endte på 13. pladsen ved Sundvolden Grand Prix. I juni færdiggjorde Kevin Biehl sin studentereksamen med et 10-tal i oldtidskundskab. Ved PostNord Danmark Rundt 2023 er han som én af syv ryttere udtaget til at repræsentere det danske landshold.
Fra 2024-sæsonen skrev han en etårig kontrakt med det danske kontinentalhold ColoQuick Cycling.